# ルートヴィヒ・フリードリヒ2世 (シュヴァルツブルク＝ルードルシュタット侯)
ルートヴィヒ・フリードリヒ2世（Ludwig Friedrich II. von Schwarzburg-Rudolstadt, 1767年8月9日 - 1807年4月28日）は、ドイツ・テューリンゲン地方の諸侯の1人。シュヴァルツブルク＝ルードルシュタット侯（在位：1793年 - 1807年）。

## 生涯
シュヴァルツブルク＝ルードルシュタット侯フリードリヒ・カールと、その妻でヨハン・フリードリヒ侯の娘であるフリーデリケ（1745年 - 1778年）の間の第2子、長男として生まれた。両親は同族の従兄妹同士の間柄であった。1789年に弟カール・ギュンター（1771年 - 1825年）と一緒にジュネーヴなどを巡るグランドツアーに赴いたが、旅先でフランス革命の勃発を知ることになり、公子の一行はこの大変革について話題にしながら郷里に戻った。
1793年に侯位に就いたが、ナポレオン戦争中の1806年にイエナ・アウエルシュタットの戦いが起きた後、侯国はフランス軍の占領支配下に置かれた。侯国の大法官（Kanzler）であるフリードリヒ・ヴィルヘルム・フォン・ケテルホート（Friedrich Wilhelm von Ketelhodt）とフランス政府との交渉が実り、占領は翌1807年3月4日に解除され、侯国は同年4月18日にライン連邦への参加を許された。ルートヴィヒ・フリードリヒ2世はその10日後の4月28日に39歳で亡くなり、長男のフリードリヒ・ギュンターが母カロリーネの摂政の下で後を継いだ。
妻とともにルードルシュタットを文化の中心地にしようと努め、同市に小規模な宮廷劇場（Rudolstädter Theater）を建設させた。

## 子女
1791年7月21日にホンブルクにおいて、ヘッセン＝ホンブルク方伯フリードリヒ5世の娘カロリーネと結婚し、間に4男3女の7人の子女をもうけた。三男と四男は双子である。
- ツェツィーリエ（1792年 - 1794年）
- フリードリヒ・ギュンター（1793年 - 1867年） - シュヴァルツブルク＝ルードルシュタット侯
- テクラ（1795年 - 1861年） - 1817年、シェーンブルク＝ヴァルデンブルク侯オットー・ヴィクトルと結婚
- カロリーネ（1796年）
- アルベルト（1798年 - 1869年） - シュヴァルツブルク＝ルードルシュタット侯
- ベルンハルト（1801年 - 1816年）
- ルドルフ（1801年 - 1808年）